# Arthur Johnson Eames
Arthur Johnson Eames (Framingham, 10 ottobre 1881 – 12 febbraio 1969) è stato un botanico statunitense che fu per oltre 50 anni professore presso la Cornell University e fu specialista in anatomia dei fiori e morfologia delle piante.

## Biografia
Eames frequentò la Harvard University, dove conseguì il bachelor degree nel 1908, il master's degree nel 1910 e il dottorato nel 1912.
Nello stesso anno entrò nella facoltà della Cornell, dove rimase sino al pensionamento (1949).
Fu presidente della Botanical Society of America nel 1938 e fu membro della American Academy of Arts and Sciences.

## Onorificenze
A Eames fu assegnata una laurea honoris causa (Legum Doctor, LL.D) nel 1950 dall'Università di Glasgow.

## Opere principali
- Plant Anatomy (1925)[1]
- Morphology of Vascular Plants: The Lower Groups (1936)[1]
- The Morphology of AngiospermsMcGraw-Hill, New York, 1961, 548 pp.[1]